# Phoeniciloricus simplidigitatus
Genre
Espèce
Phoeniciloricus simplidigitatus est une espèce de loricifères de la famille des Nanaloricidae, la seule du genre Phoeniciloricus.

## Distribution
Cette espèce a été découverte à 1 813 m de profondeur dans la fosse des Kilinailau dans l'océan Pacifique.

## Publication originale
- Gad, 2003 : A new genus of Nanaloricidae (Loricifera) from deep-sea sediments of volcanic origin in the Kilinailau Trench north of Papua New Guinea. Helgoland Marine Research, vol. 58, n. 1, p. 40-53.